# Fintelligens
Fintelligens est un groupe de hip-hop finlandais, originaire d'Helsinki. Le groupe compte au total cinq albums et deux compilations, les vendant tous à plus de 15 000 exemplaires. Fintelligens est le groupe de hip-hop en Finlande ayant connu le plus de succès. 

## Biographie
Le groupe est formé de deux MCs, Elastinen et Iso H. Au début des années 1990, le groupe commence sur des scènes de hip-hop finlandaises et ont fait un succès grâce à leurs actes plus humoristique, comme Raptori. Pendant de nombreuses années, le hip-hop finlandais était considéré comme une sorte de blague. Quand Fintelligens sort son premier album en 2000, Renesanssi, il est le premier à viser une large diffusion. Renesanssi est un succès, et est certifié disque d'or avec comme principaux singles Voittamaton, Kellareiden Kasvatit, et une collaboration avec les MCs suédois Petter et Peewee appelée Stockholm-Helsinki. L'album lance un nouveau style en Finlande.
En 2001, Fintelligens sort les albums Tän Tahtiin et en 2002, Kokemusten Summa, tous deux disques d'or et avec des singles hit. Fintelligens a également composé une chanson sur le thème du Championnat du monde de hockey sur glace 2003 qui se passait en Finlande pour soutenir leur équipe nationale, intitulé Kaikki peliin. La chanson connait un énorme succès en Finlande,. La même année, ils sortent une compilation, et les deux membres ont commencé à faire des albums solo. 
Fintelligens ont été des pionniers dans la création d'un style de rap finnois, et de nombreux autres artistes ont été influencés par leur style de rap. Les deux membres Elastinen et Iso H battements produisent également. Renesanssi inclut des contributions des deux MCs, Tän tahtiin était principalement produit par Elastinen, et sur Kokemusten Summa, il fournit l'ensemble de la production. Les membres de Fintelligens, avec Kapasiteettiyksikkö, sont les fondateurs du hip-hop indépendant finlandais, et du label Rähinä Records. 
L'année 2008 voit le lancement d'un nouvel album, Lisää, suivi en 2010 par Mun tie tai maantie. En 2011 sort l'album  Täytyy tuntuu.

## Discographie

### Albums studio
- 2000 : Renesanssi
- 2001 : Tän tahtiin
- 2002 : Kokemusten summa
- 2008 : Lisää
- 2010 : Mun tie tai maantie
- 2011 : Täytyy tuntuu

### Compilation
- 2003 : Nää vuodet 1997-2003 (compilation)